# Classe Resolution
La classe Resolution di sottomarini, armata con i missili Polaris, fu il principale deterrente nucleare britannico dalla fine degli anni sessanta al 1996, quando furono rimpiazzati dalla classe Vanguard, armata con missili Trident II.

## Costruzione
Due coppie di unità vennero ordinate nel maggio 1963 alla Vickers Shipbuilding and Engineering di Barrow-in-Furness e alla Cammell Laird di Birkenhead. L'opzione per una quinta unità, che si sarebbe dovuta chiamare Ramillies, venne cancellata nel febbraio 1965. Per i battelli della classe vennero utilizzati nomi tradizionalmente portati da navi da battaglia, a rimarcare il ruolo fondamentale dei sottomarini nella guerra moderna.
La Vickers costruì la Resolution e la Repulse, mentre la Cammell Laird produsse la Renown e la Revenge. La costruzione procedette in maniera insolita, con prua e poppa assemblate separatamente ed unite in seguito con l'installazione del comparto missili di progettazione statunitense. 
Il progetto era una modifica della precedente classe Valiant, ingrandita per incorporare il compartimento dei missili tra la torretta ed il reattore. La lunghezza era di 130 metri, con una larghezza di 10,1 metri e un'altezza complessiva di 9 metri. Il dislocamento in immersione era di 8.500 tonnellate, mentre in emersione era di 7.700. Un reattore Rolls-Royce ad acqua pressurizzata e turbine English Electric fornivano una velocità di 25 nodi (46 km/h). La profondità massima di immersione era di 275 metri. A bordo potevano essere stivati fino a 16 missili Polaris A3 in due scomparti da 8. A prua erano situati sei tubi lanciasiluri da 533 mm per siluri Tigerfish. In caso di emergenze o avarie era presente anche un generatore diesel. L'equipaggio era di 143 uomini.

## Unità
| Pennant number | Nome       | (a) Costruttori dello scafo (b) Macchine e apparecchiature | Ordine               | Impostazione         | Varo                 | Accettazione in servizio | Entrata in servizio |
| -------------- | ---------- | --- | -------------------- | -------------------- | -------------------- | ------------------------ | ------------------- |
| S22            | Resolution | (a) Vickers Ltd, Shipbuilding Group, Barrow-in-Furness (b) Vickers Ltd, Engineering Group, Barrow-in-Furness (b) English Electric Co Ltd (turbine) (b) Rolls Royce and Associates Ltd. | maggio 1963          | 26 febbraio 1964     | 15 settembre 1966    | ottobre 1967             | 2 ottobre 1967      |
| S23            | Repulse    | (a) Vickers Ltd, Shipbuilding Group, Barrow-in-Furness (b) Vickers Ltd, Engineering Group, Barrow-in-Furness (b) English Electric Co Ltd (turbine).                                    | maggio 1963          | 12 marzo 1965        | 4 novembre 1967      | ottobre 1968             | 28 settembre 1968   |
| S26            | Renown     | (a) Cammell Laird & Co (Shipbuilders and Engineers) Ltd, Birkenhead (b) Vickers Ltd, Engineering Group, Barrow-in-Furness (b) English Electric Co Ltd (turbine).                       | maggio 1963          | 25 giugno 1964       | 25 febbraio 1967     | dicembre 1968            | 15 novembre 1968    |
| S27            | Revenge    | (a) Cammell Laird & Co (Shipbuilders and Engineers) Ltd, Birkenhead (b) Vickers Ltd, Engineering Group, Barrow-in-Furness (b) English Electric Co Ltd (turbine).                       | maggio 1963          | 19 maggio 1965       | 15 marzo 1968        | dicembre 1969            | 4 dicembre 1969     |
|                | Ramillies  | | Cancellata nel 1964. | Cancellata nel 1964. | Cancellata nel 1964. | Cancellata nel 1964.     |                     |